# Der Glücksschneider
Der Glücksschneider ist eine österreich-ungarische Stummfilmkomödie aus dem Jahre 1915 mit Rudolf Schildkraut.

## Handlung
Schneidermeister Schramek ist ein grundsolider Arbeiter und gewährt seinen Kunden großzügigerweise auch Ratenzahlung. Schrameks liederlicher Sohn nutzt seinen Vater weidlich aus und lebt stets über seine Verhältnisse. Mieter Schramek hat ein Verhältnis mit der Köchin des Hausbesitzers. Nach einer wild durchzechten Heurigennacht mit ihr wacht er am nächsten Morgen mit einem gewaltigen Kater wieder auf. Als er als erstes die Zeitung liest, glaubt er seinen Augen nicht zu trauen: sein Glückslos hat gewonnen! Kaum reichlich Bargeld in der Hand, eilt Schramek ins nächste Modegeschäft und lässt sich von oben bis unten neu und todschick einkleiden. Dann zahlt er zunächst einmal die beim Vermieter anstehenden Schulden. Mit dem neuen Geldsegen fallen die bis dahin für ihn geltenden sozialen Schranken, und die Tochter des Hausbesitzers beginnt, Interesse an dem einfachen Schneider zu zeigen. Darüber ist der junge Bankangestellte Alfred, der die junge Frau liebt, alles andere als begeistert. Die nicht mehr ganz so junge und ansehnliche Köchin ist bei Schramek nun abgemeldet und räumt zum letzten Mal die Werkstätte ihres Ex-Geliebten auf.
Der Schneider lässt es nun so richtig krachen. Er und seine neue, junge Freundin gehen jedem Vergnügen nach; man sieht sie an der Rennbahn ebenso wie beim Theaterbesuch. Seine neue Flamme ist trotzdem nicht bereit, ganz die Finger von ihrem Alfred zu lassen und nimmt diesen zu diesen Vergnügen mit. Am Spieltisch brüskiert Schramek einen Mitspieler derart, dass dieser den Parvenü zum Duell fordert. Schramek kann dem anstehenden Ehrenhandel aus dem Weg gehen, in dem er wild auf alle Anwesenden schießt, die daraufhin sofort die Flucht ergreifen. Schramek ahnt in seinem Übermut nicht, dass seine neue Flamme noch immer mit Alfred anbandelt, bis er bei einem Waldspaziergang die weide beiden in flagranti beim Turteln erwischt. Zu allem Unglück ist dem tapferen Schneiderlein auch noch alles gewonnene Geld durch die Finger geronnen. Und kehrt er kleinlaut in seine Werkstatt zurück und bittet reumütig Amalia darum, wieder zu ihm zurückzukehren. 

## Produktionsnotizen
Der Glücksschneider entstand in Wien und Triest.  Die Uraufführung des Dreiakters mit einer Länge von 1130 Metern Länge fand am 7. Januar 1916 in Wien statt. In Deutschland, wo der Film die Zensur im Mai 1916 passierte, war Der Glücksschneider noch im selben Jahr zu sehen.
Gerhard Lamprecht gibt in seinem Band Deutsche Stummfilme 1915–1916 auf Seite 439 einen vermutlich nicht existenten Schildkraut-Film Die Glücksschmiede an. Dabei dürfte es sich um eine sprachliche Verwechslung mit Der Glücksschneider handeln.

## Kritiken
„Ein Wiener Rudolf-Schildkraut-Film, der wieder einmal uns den Beweis erbringt, welchen Gewinn für die Filmbühne Rudolf Schildkraut bedeutet, der wohl zu den größten aller Filmdarsteller zu zählen ist. Eine Handlung, der Wiener Volksseele entnommen, gibt Schildkraut Gelegenheit, einmal den kleinen Mann zu zeigen, wie er leibt und lebt, wie er lacht und weint.“